# Jesse Levine
Jesse Levine (* 15. října 1987 v Ottawě, Kanada) je současný americký profesionální tenista.
 Ve své dosavadní kariéře zatím nevyhrál žádný turnaj ATP.

## Finálové účasti na turnajích ATP (1)

### Čtyřhra - prohry (1)
| Legenda                                                       |
| ATP International Series Gold / ATP World Tour 500 Series (0) |
| ATP International Series / ATP World Tour 250 Series (0)      |

| Č. | Datum          | Turnaj       | Povrch | Partner       | Vítězové             | Výsledek |
| 1. | 11. duben 2009 | Houston, USA | antuka | Ryan Sweeting | Bob Bryan Mike Bryan | 6-1, 6-2 |

## Postavení na žebříčku ATP na konci sezóny

### Dvouhra
| Rok    | 2006 | 2007   | 2008   |
| Pořadí | 491. | ▲ 192. | ▲ 129. |

### Čtyřhra
| Rok    | 2006 | 2007   | 2008   |
| Pořadí | 854. | ▲ 335. | ▲ 331. |